# Giáo hoàng Stêphanô VII
Stêphanô VII hoặc VIII (Latinh: Stephanus VII hoặc VIII) là vị giáo hoàng thứ 124 của Giáo hội Công giáo.
Theo niên giám tòa thánh năm 1806 thì ông đắc cử Giáo hoàng vào năm 929 và ở ngôi Giáo hoàng trong 2 năm 1 tháng 12 ngày. Niên giám tòa thánh năm 2003 xác định triều đại của ông kéo dài từ tháng 12 năm 928 cho tới tháng 1 năm 931.
Giáo hoàng Stephanus sinh tại Rôma. Ông cũng đắc cử Giáo hoàng nhờ sự ủng hộ của Marozia. Vài tu viện nợ ông về những đặc ân mà ông ban cho họ. Stephanus bảo trợ các đan viện Thánh Vinh Sơn ở Volturno và 2 đan viện ở Gaul. Có lẽ ông cũng chết vì bị ám sát.